# Orange County (film)
Orange County è un film del 2002. È diretto da Jake Kasdan e ha come protagonisti Colin Hanks e Jack Black.

## Trama
Shawn Brumder trova un libro sotto la sabbia. Lo legge tutto e poi arriva ad una conclusione: vuole diventare uno scrittore. Così cercherà in tutti i modi di entrare alla Stanford University per conoscere lo scrittore di quel libro che ha trovato.

## Colonna sonora
1. The Offspring – Defy You
2. Social Distortion – Story of My Life
3. Foo Fighters – The One
4. Cake – Shadow Stabbing
5. Crazy Town – Butterfly
6. Bad Ronald – 1st Time
7. Brian Wilson – Lay Down Burden
8. Lit – Everything's Cool
9. 12 Rods – Glad That It's Over
10. Quarashi – Stick 'Em Up
11. Pete Yorn – Lose You
12. Creeper Lagoon – Under the Tracks
13. Brian Wilson – Love and Mercy
14. Phantom Planet – California
15. Sugarbomb – Hello – (traccia fantasma)

## Produzione
Il film è uscito al cinema negli USA nell'11 gennaio 2002. Il film è presentato dalla Paramount Pictures per i suoi 90 anni e da  MTV Movies.
In Italia, il film è uscito direttamente in DVD.

## DVD
Il DVD di Orange County uscì nel 2003 e contiene:
- Visione del film in Inglese, Francese, Tedesco, Italiano, Spagnolo
- Visione del film con sottotitoli in Inglese, Francese, Tedesco, Italiano, Spagnolo, Greco, Arabo, Hindi, Inglese per i non udenti.
- 17 scene

Contiene anche dei contenuti speciali sottotitolati in Inglese, Francese, Tedesco, Italiano, Spagnolo, Greco, Arabo e Hindi. Tra questi ci sono:
- Spot televisivi
- Commento di Jake Kasdan, Mike White.
- Trailer Originale (Non sottotitolato)
- Scene eliminate